# بلدة ألغوما (ويسكونسن)
ألغوما (بالإنجليزية: Algoma, Winnebago County, Wisconsin)‏ هي بلدة تقع بولاية ويسكونسن في الولايات المتحدة. تبلغ مساحتها 28.9 (كم²)، وترتفع عن سطح البحر 238 م، بلغ عدد سكانها 6822 نسمة في عام 2010 حسب إحصاء مكتب تعداد الولايات المتحدة وتصل الكثافة السكانية فيها 300.5 نسمة/كم2.

## وصلات خارجية
- www.townofalgoma.org
- The US50 - Cities and Towns in Wisconsin State
- Wisconsin Cities and Towns, Facts, Map, Flag, Colleges, Government, and More